# Печатка Північної Кароліни

Велика печатка штату Північна Кароліна

Велика печатка штату Північна Кароліна (англ. The Great Seal of the State of North Carolina) — один із державних символів штату Північної Кароліни, США.
Зображення на Великій печатці штату Північна Кароліна ратифікувала Генеральна асамблея штату 1871 року. Згідно із затвердженими правилами, губернатор має використовувати її для скріплення офіційних документів штату.

## Дизайн
Державна печатка штату Північна Кароліна має 2¼ дюймів (5,715 см) у діаметрі. Вона містить зображення жіночих фігур, які символізують Свободу й Заможність. Фігури повернуті впівоберта одна до одної.
Свобода, що стоїть зліва, тримає в правій руці сувій з написом англійською мовою «Constitution» (англ. Конституція), а в лівій — довгий посох з натягнутим на нього фригійським ковпаком червоного кольору — символом свободи. Заможність сидить; її права рука витягнута до Свободи й стискає три колоски зерен, а ліва спочиває на величезному розі достатку, широкий розтруб якого закінчується біля її ніг.
Другий план емблеми великої печатки містить зображення гори, схил якої спускається зліва направо і закриває собою море майже до половини печатки. У правій частині емблеми трищоглове судно. Спільне розташування жіночого символу Заможності і торгового судна в правій стороні печатки підкреслює важливість морських торговельних перевезень в економічному добробуті штату.
На зовнішньому кільці печатки розташовані дати: вгорі — 20 травня 1775 року (дата ухвалення першого документу про незалежність штату — Мекленбурзької декларації), внизу — 12 квітня 1776 року (дата ухвалення Галіфакської резолюції). До речі, останню додано під час розгляду печатки 1983 року за пропозицією сенатора від Північної Кароліни Джуліана Р. Оллсбрука (англ. Julian R. Allsbrook). Ці дві дати присутні й на прапорі штату.
На зовнішньому кількі розташовані слова «The Great Seal of the State of North Carolina» («Велика печатка штату Північна Кароліна») і девіз штату «Esse quam videri» (лат. Бути, а не здаватися).